# ゲイル・シア
ゲイル・シア（Gail Shea, 1959年4月6日 - ）は、カナダのプリンスエドワードアイランド州ティグニッシュ出身の政治家。プリンスエドワードアイランド州進歩保守党所属。2008年からエグモント選出の議会議員。
2010年1月25日、Canada Centre for Inland Watersでスピーチを開始した際、PETAのエミリー・マッコイによりパイ投げがされた。ジェリー・バイン議員はこの行為はテロリズムであるとしている。